# Aeneas (település)
Aeneas az Amerikai Egyesült Államok északnyugati részén, Washington állam Okanogan megyéjében elhelyezkedő önkormányzat nélküli település.
Aeneas postahivatala 1908 és 1974 között működött. A település nevét egy indián törzsfőnökről kapta.

## Fordítás
Ez a szócikk részben vagy egészben  az   Aeneas, Washington című angol Wikipédia-szócikk ezen változatának fordításán alapul.  Az eredeti cikk szerkesztőit annak laptörténete sorolja fel. Ez a jelzés csupán a megfogalmazás eredetét és a szerzői jogokat jelzi, nem szolgál a cikkben szereplő információk forrásmegjelöléseként.